# Mistrzostwa Świata w Piłce Nożnej 2010 (eliminacje strefy AFC)
Azjatycka Federacja Futbolu ogłosiła, że o 4-5 miejsc w Mistrzostw Świata w piłce Nożnej 2010 będzie ubiegać się 43 reprezentacji narodowych Azji.
Laos, Brunei i Filipiny nie wzięły udziału w kwalifikacjach. Australia brała udział w kwalifikacjach azjatyckich po raz pierwszy z powodu przeniesienia jej do AFC z OFC.

## Format
Rozstawienie drużyn opiera się na wynikach poprzednich Mistrzostw Świata.
Pięć najlepszych drużyn awansowało automatycznie do trzeciej rundy rozgrywek.

Drużyny z miejsc 6-43 zaczęły od pierwszej rundy. Drużyny z miejsc 6-24 zagrały przeciwko drużynom z miejsc 25-43.

Ze zwycięzców rundy pierwszej osiem najsłabszych zespołów zagrało przeciwko sobie w rundzie drugiej. Pozostałe drużyny awansowały do rundy trzeciej.
| Najlepsze drużyny (Miejsca 1-5)                                         | Koszyk A (Miejsca 6-24) | Koszyk B (Miejsca 25-43) |
| ----------------------------------------------------------------------- | --- | --- |
| 1. Australia 2. Korea Południowa 3. Arabia Saudyjska 4. Japonia 5. Iran | 1. Bahrajn 2. Uzbekistan 3. Kuwejt 4. Korea Północna 5. Chiny 6. Jordania 7. Irak 8. Liban 9. Oman 10. Zjednoczone Emiraty Arabskie 11. Katar 12. Syria 13. Palestyna 14. Tajlandia 15. Turkmenistan 16. Tadżykistan 17. Indonezja 18. Hongkong 19. Jemen | 1. Wietnam 2. Kirgistan 3. Malediwy 4. Indie 5. Singapur 6. Sri Lanka 7. Malezja 8. Chińskie Tajpej 9. Bangladesz 10. Makau 11. Pakistan 12. Afganistan 13. Mongolia 14. Guam 15. Nepal 16. Kambodża 17. Bhutan 18. Birma 19. Timor Wschodni |

## Kwalifikacje

### Pierwsza Runda
Oficjalne losowanie pierwszej rundy odbyło się 6 sierpnia 2007 w siedzibie AFC w Bukit Jalil w Malezji. Drużyny z "Koszyka A" zostały rozlosowane w pary z drużynami z "Koszyka B".
| 8 października 2007 11:00 CET | Bangladesz · Hossain Mithu 50' | 1-10-0 | Tadżykistan · 58' (k) Hakimow | Bangabandhu National Stadium, Dhaka Widzów: 700 Sędzia: Al Hilali |
|                               |                                |        |                               |                                                                   |

| 28 października 2007 10:00 CET | Tadżykistan · Hakimow 46' 47' 76' (k) · Muhidinov 49' · Vasiev 70' | 5-00-0 | Bangladesz | Stadion Centralny, Duszanbe Widzów: 10,000 Sędzia: Chynbekov |
|                                |                                                                    |        |            |                                                              |

- Tadżykistan wygrał łącznie 6-1 i awansował.

| 8 października 2007 14:00 CET | Tajlandia · Chaikamdee 12' 49' · Dangda 21' · Winothai 55' (k) · Phetphun 82' · Thonglao 90+1' | 6-12-1 | Makau · 23' Chan | Stadion Suphachalasai, Bangkok Widzów: 11,254 Sędzia: Chynybekov |
|                               |                                                                                                |        |                  |                                                                  |

| 15 października 2007 14:00 CET | Makau · Chan 90+2' | 1-70-3 | Tajlandia · 22' Dangda · 39' Suree · 43' Surasiang · 48' Thonglao · 53' 57' 86' Chaikamdee | Macau Stadium, Makau Widzów: 500 Sędzia: Racho |
|                                |                    |        |                                                                                            |                                                |

- Tajlandia wygrała łącznie 13-2 i awansowała.

| 8 października 2007 15:30 CET | Wietnam | 0-10-0 | Zjednoczone Emiraty Arabskie · Saeed 79' | Stadion Narodowy Mỹ Đình, Hanoi Widzów: 20,000 Sędzia: Nishimura |
|                               |         |        |                                          |                                                                  |

| 28 października 2007 16:00 CET | Zjednoczone Emiraty Arabskie · Matar 13' · Mubarak 40' · Al Shehhi 53' · Mubarak 90' · Al Kas 90+2' (k) | 5-02-0 | Wietnam | Mohammed Bin Zayed Stadium, Abu Zabi Widzów: 12,000 Sędzia: Mohd Salleh |
|                                | |        |         |                                                                         |

- Zjednoczone Emiraty Arabskie wygrały łącznie 6-0 i awansowały.

| 8 października 2007 19:30 CET | Oman · Bashir 5' · Yousuf 23' | 2-0 | Nepal | Sultan Qaboos Stadium, Maskat Widzów: 15,000 Sędzia: Al Marzouqi |
|                               |                               |     |       |                                                                  |

| 28 października 2007 9:45 CET | Nepal | 0-20-1 | Oman · Mohamed 28' · Al Hinai 54' | Dasarath Rangasala, Katmandu Widzów: 10,000 Sędzia: Tongkhan |
|                               |       |        |                                   |                                                              |

- Oman wygrał łącznie 4-0 i awansował.

| 8 października 2007 20:00 CET | Palestyna | 0-40-1 | Singapur · 44' 53' Shi · 73' Wilkinson · 86' Shah | Al-Rayyan Stadium, Ar-Rajjan (Katar) Widzów: 75 Sędzia: Basma |
|                               |           |        |                                                   |                                                               |

| 28 października 2007 10:00 CET | Singapur | 3-0 | Palestyna | Stadion Narodowy, Singapur |
|                                |          |     |           |                            |

- Singapur wygrał łącznie 7-0 i awansował.

| 8 października 2007 19:00 CET | Liban · Antar 33' · Ghaddar 62' 76' · El Ali 63' | 4-11-1 | Indie · 30' Chhetri | Saida International Stadium, Sydon Widzów: 500 Sędzia: Al Fadhli |
|                               |                                                  |        |                     |                                                                  |

| 30 października 2007 10:30 CET | Indie · Chhetri 29' · Dias 90+2' | 2-21-0 | Liban · Ghaddar 76' (k) 88' | Jawaharlal Nehru Stadium, Goa Widzów: 10,000 Sędzia: Mujghef |
|                                |                                  |        |                             |                                                              |

- Liban wygrał łącznie 6-3 i awansował.

| 8 października 2007 20:00 CET | Syria · Al Zeno 73' 87' · Al Said 81' | 3-00-0 | Afganistan | Abbasiyyin Stadium, Damaszek Widzów: 3,000 Sędzia: Al Ghamdi |
|                               |                                       |        |            |                                                              |

| 26 października 2007 10:00 CET | Afganistan · Karimi 15' | 1-21-1 | Syria · Senyat 16' · Esmaeel 63' | Stadion Centralny, Duszanbe (Tadżykistan) Widzów: 2,000 Sędzia: Ermatov |
|                                |                         |        |                                  |                                                                         |

- Syria wygrała łącznie 5-1 i awansowała.

| 8 października 2007 21:00 CET | Jemen · Salem 43' · Al Hubaishi 66' · Thabit 80' | 3-01-0 | Malediwy | Ali Mohsen Al-Muraisi Stadium, Sana Widzów: 3,000 Sędzia: Mansour |
|                               |                                                  |        |          |                                                                   |

| 28 października 2007 12:00 CET | Malediwy · Qasim 14' · Ashfaq 67' | 2-01-0 | Jemen | Rasmee Dhandu Stadium, Male Widzów: 8,900 Sędzia: Sarkar |
|                                |                                   |        |       |                                                          |

- Jemen wygrał łącznie 3-2 i awansował.

| 11 października 2007 10:00 CET | Kambodża | 0-10-0 | Turkmenistan · 85' Karadanov | Stadion Olimpijski, Phnom Penh Widzów: 3,000 Sędzia: Gosh |
|                                |          |        |                              |                                                           |

| 28 października 2007 14:00 CET | Turkmenistan · Nasyrov 41' · Gevorkyan 50' 66' · Karadanov 74' | 4-11-1 | Kambodża · Nasa 12' | Stadion Olimpijski, Aszchabad Widzów: 5,000 Sędzia: Saidov |
|                                |                                                                |        |                     |                                                            |

- Turkmenistan wygrał łącznie 5-1 i awansował.

| 13 października 2007 13:00 CET | Uzbekistan · Shatskikh 4' 16' 34' 57' 77' · Kapadze 26' · Karpenko 43' · Bakaev 54' · Salomov 68' | 9-05-0 | Chińskie Tajpej | Stadion Centralny Paxtakor, Taszkent Widzów: 7,000 Sędzia: Albadwawi |
|                                |                                                                                                   |        |                 |                                                                      |

| 28 października 2007 11:00 CET | Chińskie Tajpej | 0-20-0 | Uzbekistan · Inomov 81' · Suyunov 90' | Zhongshan Soccer Stadium, Tajpej Widzów: 800 Sędzia: Shamsuzzaman |
|                                |                 |        |                                       |                                                                   |

- Uzbekistan wygrał łącznie 11-0 i awansował.

| 18 października 2007 11:30 CET | Kirgistan · Esenkul Uulu 45' · Bokoev 76' | 2-01-0 | Jordania | Stadion Spartak, Biszkek Widzów: 18,000 Sędzia: Sarkar |
|                                |                                           |        |          |                                                        |

| 28 października 2007 17:00 CET | Jordania · Shelbaieh 33' · Aqel 51' (k) | 2-01-0, karne 6-5 | Kirgistan | International Stadium, Amman Widzów: 12,000 Sędzia: Ebrahim |
|                                |                                         |                   |           |                                                             |

- Jordania wygrała w karnych 6-5 i awansowała.

| 21 października 2007 7:00 CET | Mongolia · Selenge 90+3' | 1-40-3 | Korea Północna · 14' Pak · 24' 32' 78' Jong | Narodowy Stadion Sportowy, Ułan Bator Widzów: 4,870 Sędzia: Takayama |
|                               |                          |        |                                             |                                                                      |

| 28 października 2007 8:00 CET | Korea Północna · Pak 3' 74' · Kim 10' · Jong 36' · Jon 91' | 5-1 | Mongolia · Donorov 41' | Stadion im. Kim Ir Sena, Pjongjang Widzów: 5,000 Sędzia: Gosh |
|                               |                                                            |     |                        |                                                               |

- Korea Północna wygrała łącznie 9-2 i awansowała.

| 21 października 2007 9:30 CET | Timor Wschodni · Neves 41' 69' | 2-31-2 | Hongkong · 25' 50' Cheng · 35' (sam) Esteves | Kapten i Wayan Dipta, Gianyar (Indonezja) Widzów: 1,500 Sędzia: Shaharul |
|                               |                                |        |                                              |                                                                          |

| 28 października 2007 8:00 CET | Hongkong · Lo 3' · Chan 6' 79' 87' · Cheung 50' · Cheng 68' 71' · Lam 84' | 8-12-0 | Timor Wschodni · Neves 54' | Hong Kong Stadium, Hongkong Widzów: 1,542 Sędzia: Torky |
|                               |                                                                           |        |                            |                                                         |

- Hongkong wygrał łącznie 11-3 i awansował.

| 21 października 2007 12:30 CET | Sri Lanka | 0-10-0 | Katar · 69' Quintana | Sugathadasa Stadium, Kolombo Widzów: 6,500 Sędzia: Bashir |
|                                |           |        |                      |                                                           |

| 28 października 2007 17:15 CET | Katar · Quintana 4' 75' · Ali Bechir 16' 54' · Shammari 85' | 5-02-0 | Sri Lanka | Jassim Bin Hamad Stadium, Doha Widzów: 3,000 Sędzia: Al Ghamdi |
|                                |                                                             |        |           |                                                                |

- Katar wygrał łącznie 6-0 i awansował.

| 21 października 2007 14:00 CET | Chiny · Qu 17' 79' · Du 25' · Yang 55' · Liu 62' · J. Li 74' · W. Li 77' | 7-02-0 | Mjanma | Century Lotus Stadium, Foshan Widzów: 21,000 Sędzia: Ebrahim |
|                                |                                                                          |        |        |                                                              |

| 28 października 2007 10:30 CET | Mjanma | 0-4 | Chiny · Wu 13' · Liu 14' · Zheng 35' · Zhang 39' (k) | Stadium KLFA, Kuala Lumpur (Malezja) Widzów: 200 Sędzia: Balideh |
|                                |        |     |                                                      |                                                                  |

- Chiny wygrały łącznie 11-0 i awansował.

| 21 października 2007 17:00 CET | Bahrajn · Fatadi 3' · Okwunwanne 15' · Abdulrahman 55' · Hubail 90' (k) | 4-12-1 | Malezja · 45+2' Umar | Stadion Narodowy, Ar Rifa` Widzów: 4,000 Sędzia: Yang |
|                                |                                                                         |        |                      |                                                       |

| 28 października 2007 13:45 CET | Malezja | 0-0 | Bahrajn | Stadion Shah Alam, Shah Alam Widzów: 2,000 Sędzia: Lee |
|                                |         |     |         |                                                        |

- Bahrajn wygrał łącznie 4-1 i awansował.

| 22 października 2007 16:30 CET | Pakistan | 0-70-2 | Irak · 17' Akram · 23' 49' 88' 89' Karim · 70' Al Hamd · 83' Mohammed | Stadion Punjab, Lahaur Widzów: 2,500 Sędzia: Chynybekov |
|                                |          |        |                                                                       |                                                         |

| 28 października 2007 12:00 CET | Irak | 0-0 | Pakistan | Stadion Al-Hamadaniah, Aleppo (Syria) Widzów: 8,000 Sędzia: Al Fadhli |
|                                |      |     |          |                                                                       |

- Irak wygrał łącznie 7-0 i awansował.

|  | Bhutan | wo. | Kuwejt |  |
|  |        |     |        |  |

|  | Kuwejt | wo. | Bhutan |  |
|  |        |     |        |  |

- Kuwejt awansował.

|  | Guam | wo. | Indonezja |  |
|  |      |     |           |  |

|  | Indonezja | wo. | Guam |  |
|  |           |     |      |  |

- Indonezja awansowała.

### Druga Runda
Z dziewiętnastu drużyn, które zwyciężyły w pierwszej rundzie, najniżej sklasyfikowane drużyny zagrają w rundzie drugiej. Pozostałe 11 drużyn awansuje do rundy trzeciej.
Pierwsze mecze zostaną rozegrane 9 listopada 2007, a rewanże 18 listopada 2007.
| 9 listopada 2007 12:30 CET | Singapur · Duric 23' 44' | 2-0 | Tadżykistan | Stadion Narodowy, Singapur Widzów: 6,606 Sędzia: Kwon |
|                            |                          |     |             |                                                       |

| 18 listopada 2007 9:00 CET | Tadżykistan · Ismaliov 2' | 1-1 | Singapur · Shah 27' | Stadion Centralny, Duszanbe Widzów: 21 500 Sędzia: Shield |
|                            |                           |     |                     |                                                           |

- Singapur wygrał łącznie 3-1 i awansował

| 9 listopada 2007 13:30 CET | Indonezja · Sudarsono 39' | 1-41-3 | Syria · Esmaeel 17' · Al Zeno 33' · Chabo 43' · Al Fandi 90+3' | Gelora Bung Karno, Dżakarta Widzów: 35,000 Sędzia: Torky |
|                            |                           |        |                                                                |                                                          |

| 18 listopada 2007 12:00 CET | Syria · Chaabo 40' 44' 86' · Rafe 59' 73' 90' · Al Hussain 79' (k) | 7-02-0 | Indonezja | Abbasiyyin Stadium, Damaszek Widzów: 5,000 Sędzia: Sun |
|                             |                                                                    |        |           |                                                        |

- Syria wygrała łącznie 11-1 i awansowała.

| 9 listopada 2007 14:15 CET | Jemen · Al Nono 41' | 1-1 | Tajlandia · Chaikamdee 33' | Ali Mohsen Al-Muraisi Stadium, Sana Widzów: 12,000 Sędzia: Al Ghamdi |
|                            |                     |     |                            |                                                                      |

| 18 listopada 2007 11:00 CET | Tajlandia · Chaikamdee 15' | 1-0 | Jemen | Stadion Suphachalasai, Bangkok Widzów: 29 000 Sędzia: Matsumura |
|                             |                            |     |       |                                                                 |

- Tajlandia wygrała łącznie 2-1 i awansowała

| 10 listopada 2007 7:00 CET | Hongkong | 0-0 | Turkmenistan | Hong Kong Stadium, Hongkong Widzów: 2,823 Sędzia: Mujghef |
|                            |          |     |              |                                                           |

| 18 listopada 2007 14:00 CET | Turkmenistan · Nasyrov 40' · Bayramov 55' · Mirzoyev 80' | 3-01-0 | Hongkong | Stadion Olimpijski, Aszchabad Widzów: 30 000 Sędzia: Al Hilali |
|                             |                                                          |        |          |                                                                |

- Turkmenistan wygrał łącznie 3-0 i awansował.

### Trzecia Runda
Do 5 najlepszych drużyn Azji dołączyło 4 zwycięzców drugiej rundy i 11 zwycięzców pierwszej rundy.
1. Australia
2. Iran
3. Japonia
4. Arabia Saudyjska
5. Korea Południowa
6. Bahrajn
7. Chiny
8. Irak
9. Jordania
10. Kuwejt
11. Liban
12. Korea Północna
13. Oman
14. Katar
15. Zjednoczone Emiraty Arabskie
16. Uzbekistan
17. Turkmenistan
18. Syria
19. Singapur
20. Tajlandia

Powyższe drużyny zostały podzielone na 5 grup po 4 drużyny w każdej.
Drużyny zagrały w systemie kołowym – każdy z każdym mecz i rewanż. Dwie najlepsze drużyny z każdej grupy awansowały do czwartej rundy.
Mecze zostały rozegrane:
- 6 lutego 2008
- 26 marca 2008
- 2 czerwca 2008
- 7 czerwca 2008
- 14 czerwca 2008
- 22 czerwca 2008

#### Grupa 1
| Miejsce | Drużyna   | Mecze | Punkty | Zwyc. | Rem. | Por. | Bramki |
| ------- | --------- | ----- | ------ | ----- | ---- | ---- | ------ |
| 1       | Australia | 6     | 10     | 3     | 1    | 2    | 7-3    |
| 2       | Katar     | 6     | 10     | 3     | 1    | 2    | 5-6    |
| 3       | Irak      | 6     | 7      | 2     | 1    | 3    | 4-6    |
| 4       | Chiny     | 6     | 6      | 1     | 3    | 2    | 3-4    |

#### Grupa 2
| Miejsce | Drużyna   | Mecze | Punkty | Zwyc. | Rem. | Por. | Bramki |
| ------- | --------- | ----- | ------ | ----- | ---- | ---- | ------ |
| 1       | Japonia   | 6     | 13     | 4     | 1    | 1    | 12-3   |
| 2       | Bahrajn   | 6     | 11     | 3     | 2    | 1    | 7-5    |
| 3       | Oman      | 6     | 8      | 2     | 2    | 2    | 5-7    |
| 4       | Tajlandia | 6     | 1      | 0     | 1    | 5    | 5-14   |

#### Grupa 3
| Miejsce | Drużyna          | Mecze | Punkty | Zwyc. | Rem. | Por. | Bramki |
| ------- | ---------------- | ----- | ------ | ----- | ---- | ---- | ------ |
| 1       | Korea Południowa | 6     | 12     | 3     | 3    | 0    | 10-3   |
| 2       | Korea Północna   | 6     | 12     | 3     | 3    | 0    | 4-0    |
| 3       | Jordania         | 6     | 7      | 2     | 1    | 3    | 6-6    |
| 4       | Turkmenistan     | 6     | 1      | 0     | 1    | 5    | 1-12   |

#### Grupa 4
| Miejsce | Drużyna          | Mecze | Punkty | Zwyc. | Rem. | Por. | Bramki |
| ------- | ---------------- | ----- | ------ | ----- | ---- | ---- | ------ |
| 1       | Arabia Saudyjska | 6     | 15     | 5     | 0    | 1    | 14-5   |
| 2       | Uzbekistan       | 6     | 15     | 5     | 0    | 1    | 15-7   |
| 3       | Singapur         | 6     | 6      | 2     | 0    | 4    | 7-13   |
| 4       | Liban            | 6     | 0      | 0     | 0    | 6    | 3-14   |

#### Grupa 5
| Miejsce | Drużyna                      | Mecze | Punkty | Zwyc. | Rem. | Por. | Bramki |
| ------- | ---------------------------- | ----- | ------ | ----- | ---- | ---- | ------ |
| 1       | Iran                         | 6     | 12     | 3     | 3    | 0    | 7-2    |
| 2       | Zjednoczone Emiraty Arabskie | 6     | 8      | 2     | 2    | 2    | 7-7    |
| 3       | Syria                        | 6     | 8      | 2     | 2    | 2    | 7-8    |
| 4       | Kuwejt                       | 6     | 4      | 1     | 1    | 4    | 8-12   |

### Czwarta Runda
W rundzie czwartej uczestniczyło 10 zwycięzców rundy trzeciej.

#### Zakwalifikowani do czwartej rundy
|         | Zakwalifikowani z I miejsca | Zakwalifikowani z II miejsca |
| ------- | --------------------------- | ---------------------------- |
| Grupa 1 | Australia                   | Katar                        |
| Grupa 2 | Japonia                     | Bahrajn                      |
| Grupa 3 | Korea Południowa            | Korea Północna               |
| Grupa 4 | Uzbekistan                  | Arabia Saudyjska             |
| Grupa 5 | Iran                        | Zjednoczone Emiraty Arabskie |

Drużyny zostały podzielone w drodze losowania na 2 grupy (grupę A oraz grupę B) po 5 drużyn w każdej.

### Grupa A
| Miejsce | Drużyna    | Mecze | Punkty | Zwyc. | Rem. | Por. | Bramki |
| ------- | ---------- | ----- | ------ | ----- | ---- | ---- | ------ |
| 1       | Australia  | 8     | 20     | 6     | 2    | 0    | 12-1   |
| 2       | Japonia    | 8     | 15     | 4     | 3    | 1    | 11-6   |
| 3       | Bahrajn    | 8     | 10     | 3     | 1    | 4    | 6-8    |
| 4       | Katar      | 8     | 6      | 1     | 3    | 4    | 5-14   |
| 5       | Uzbekistan | 8     | 4      | 1     | 1    | 6    | 5-10   |

### Grupa B
| Miejsce | Drużyna                      | Mecze | Punkty | Zwyc. | Rem. | Por. | Bramki |
| ------- | ---------------------------- | ----- | ------ | ----- | ---- | ---- | ------ |
| 1       | Korea Południowa             | 8     | 16     | 4     | 4    | 0    | 12-4   |
| 2       | Korea Północna               | 8     | 12     | 3     | 3    | 2    | 7-5    |
| 3       | Arabia Saudyjska             | 8     | 12     | 3     | 3    | 2    | 8-8    |
| 4       | Iran                         | 8     | 11     | 2     | 5    | 1    | 8-7    |
| 5       | Zjednoczone Emiraty Arabskie | 8     | 1      | 0     | 1    | 7    | 6-17   |

Dwie najlepsze drużyny z każdej grupy zagrały w finałach Mistrzostw Świata 2010 w Południowej Afryce. Dwie trzecie drużyny zagrały między sobą baraż, tak aby wyłonić piątą drużynę z Azji. Piąta drużyna z Azji jest uprawniona do rywalizacji z najlepszą drużyną z Oceanii.

### Baraże
Drużyny z 3. miejsc z czwartej rundy zagrały w dwumeczu o 5. miejsce. Mecze odbyły się 5 i 9 września 2009.
| 5 września 2009 | Bahrajn | 0-0(0-0) | Arabia Saudyjska |  |
|                 |         |          |                  |  |

| 9 września 2009 | Arabia Saudyjska · Al Shamrani 13' · Al Montashari 90+1' | 2-2(1-1) | Bahrajn · Okwunwanne 42' · Latif 90+4' |  |
|                 |                                                          |          |                                        |  |

Zwycięzca tego dwumeczu zagrał ze zwycięzcą strefy OFC (Nowa Zelandia) w barażu interkontynentalnym. Zwycięzca barażu awansuje do Mistrzostw Świata. Mecze odbyły się 14 i 21 listopada 2009.